# Dugway
Dugway is een plaats (census-designated place) in de Amerikaanse staat Utah en valt bestuurlijk gezien onder Tooele County.
Ten westen van het dorpje ligt de Dugway Proving Ground van de United States Army.

## Demografie
Bij de volkstelling in 2000 werd het aantal inwoners vastgesteld op 2016.

## Geografie
Volgens het United States Census Bureau beslaat de plaats een oppervlakte van
13,5 km², waarvan 13,5 km² land.

## Plaatsen in de nabije omgeving
De onderstaande figuur toont nabijgelegen plaatsen in een straal van 48 km rond Dugway.